# 阿恩·内斯
阿恩·內斯（1912年1月27日—2009年1月12日），挪威哲學家，奧斯陸大學哲學教授，深層生態學的始創人，為20世紀的環境保護運動中最重要而且最鼓舞人心的知識份子。他以美國海洋生物學家瑞秋·卡森1962的著作《寂靜的春天》作為自己的深層生態學的重要基礎，並且將甘地的非暴力抗爭揉合了自己的生態觀點來作為行動指標。
內斯曾斷言，雖然戰後初期的西方環保組織曾多次提出了一些環境問題，但他們基本上沒有察覺到他所講的那些潛藏於文化和哲學中的問題。內斯認為，20世紀的環境危機的成因正是由於現代西方的發達社會並沒有重視這些潛在的哲學命題和態度所致。因此他區分了深層和淺層的生態思想。相比起西方的企業和政府的普遍採用的實用主義，內斯主張要真正了解生物多樣性的價值，並且明白到自然界是個每個生命體都相互依賴的複雜網絡。

## 生平
阿恩·内斯1912年1月27日生於挪威的首都奧斯陸的一個顯赫的銀行家族，父親是拉格納·艾德·内斯，母親為克里絲汀·内斯。1939年，他僅僅以27歲之齡成為了奧斯陸大學最年輕，並且是當時國內唯一一個哲學教授。内斯同時是個登山專家，他在1950曾經率領登山探險隊成功征服海拔7708米的蒂里傑米爾峰。

## 著作
1985年《對深層生態學態度的認同》、1985年《生態智慧：深層和淺層生態學》、1985年《深層生態學：物質的自然仿佛具有生命》
與(塞欣斯)合著、1987年《生態學、聯合體與生活方式：生態知識T》、1987年《膚淺的生態運動與深層長遠的生態運動：一個總結》。

## 論文
1972年《淺層與深層，長序的生態運動》